# Condado de Żywiec
Condado de Żywiec (polaco: powiat żywiecki) é um powiat (condado) da Polónia, na voivodia de Silésia. A sede do condado é a cidade de Żywiec. Estende-se por uma área de 1039,96 km², com 149 391 habitantes, segundo os censos de 2005, com uma densidade 143,65 hab/km².

## Divisões admistrativas
O condado possui:
Comunas urbanas: Żywiec
Comunas rurais: Czernichów, Gilowice, Jeleśnia, Koszarawa, Lipowa, Łękawica, Łodygowice, Milówka, Radziechowy-Wieprz, Rajcza, Ślemień, Świnna, Ujsoły, Węgierska Górka
Cidades: Żywiec

## Demografia
População (dados de 30 de Junho de 2005):
|          | Total   | Total | Mulheres | Mulheres | Homens  | Homens |
| -------- | ------- | ----- | -------- | -------- | ------- | ------ |
|          | pessoas | %     | pessoas  | %        | pessoas | %      |
| Total    | 149 391 | 100   | 76 222   | 51       | 73 169  | 49     |
| Cidades  | 32 176  | 100   | 16 690   | 51,9     | 15 486  | 48,1   |
| Povoados | 117 215 | 100   | 59 532   | 50,8     | 57 683  | 49,2   |